# Милко Ралчев
Милко Димитров Ралчев е български поет, белетрист, драматург, литературен критик и историк, есеист и преводач от италиански език.

## Биография
Милко Ралчев е роден на 16 юли 1905 г. във Варна. Завършва гимназия в родния си град и романска филология с докторат във Флоренция (1930).
След завръщането си в България работи като учител във Варна и София, лектор по италиански език във Военното училище, драматург на Варненския театър, чиновник в Дирекцията по печата при Министерството на външните работи, откъдето е уволнен след преврата на 19 май 1934 г.
Пътува из Гърция, Франция и Австрия. Преподавател в Софийския университет. Сътрудничи на сп. „Златорог“, „Българска мисъл“, „Листопад“, „Итало-българско списание за литература, история и изкуство“ (започнало 1930 г.) с главен редактор Енрико Дамиани, „Завети“, „Гребец“, „Огнище“, „Провинция“, на вестниците „Развигор“, „Мисъл и воля“, „Час“, „Камбана“, „Светлоструй“, „Слово“, „Изток“, „Родно изкуство“, „Литературен глас“, „Свободна реч“, „Народен театър“, „РЛФ“ и др. Превежда от италиански, френски, испански, португалски и сръбски език.
За първи път превежда на български език „Божествена комедия“ на Данте, но печата само част от „Ад“ (1947).  Заедно с Джузепе Донини осъществява първия превод на италиански език на поезията на Христо Ботев (1926). Главен редактор на основаното през 1930 г. сп. „Италия“. Основател, заедно със Стефан Станчев, и автор на сп. „Провинция“ (Бургас, 1930 – 1931). Превежда, но не публикува „Луизиадите“ от Луиш ди Камоинш, „Освободеният Йерусалим“ от Торквато Тасо, „Неистовият Орландо“ от Лудовико Ариосто и др.
Умира на 3 май 1960 г.